# 全国森林組合連合会
全国森林組合連合会（ぜんこくしんりんくみあいれんごうかい、略称：全森連）は、各都道府県の森林組合連合会を会員とする連合組織。

## 沿革
- 1952年8月 - 設立。
- 1956年4月 - 森林共済事業を開始。
- 1957年10月 - 第1回森林組合全国大会を開催。
- 1967年10月 - 機関誌「森林組合」創刊。
- 1970年10月 - 国際協同組合同盟に加盟。
- 1971年10月 - 「森林組合の歌」を制定。
- 1974年8月 - 組合林業株式会社を設立。
- 1990年4月 - 森林と人いきいき運動。
- 1994年5月 - 森林共済セット保険開始。
- 2001年11月 - 森林組合改革プランの策定と改革の実績を決議。